# عقد 1670
عقد 1670 هو عقد امتد بين 1 يناير 1670 و31 ديسمبر 1679 بحسب التقويم الميلادي. سبقه عقد 1660 ولحقه عقد 1680.

## أحداث
- معاهدة بوتشاتش (1672)
- معركة خوطين (1673)
- معركة وركسو (1678)

## مواليد
- برنارد ماندفيل (1670)
- وليم كونجريف (1670)
- لويس أوغست، دوق ماين (1670)
- ماكسيميليان فون يلش (1671)

## وفيات
- يوهان رودولف غلاوبر (1670)
- خير الدين الرملي (1671)
- محمد الحاج الدلائي (1671)
- فريدريك الثالث ملك الدنمارك والنرويج (1670)
- محمد قدرة الله (1671)

## كتب
- Yves Denis Papin (1998). Chronologie de l'histoire ancienne. Lieu de publication non identifié: Éditions Jean-paul Gisserot. ISBN:2-87747-346-5. OCLC:40746926. مؤرشف من الأصل في 2022-03-16.
- موسوعة حضارة العالم (2002) لأحمد محمد عوف.

## روابط خارجية
- تصفح سنة بسنة عقد 1670 على موقع onthisday.com
- تصفح سنة بسنة عقد 1670 ابتداءً من سنة عقد 1670 على موقع المكتبة الوطنية الفرنسية